# Anna Maria dal Violin

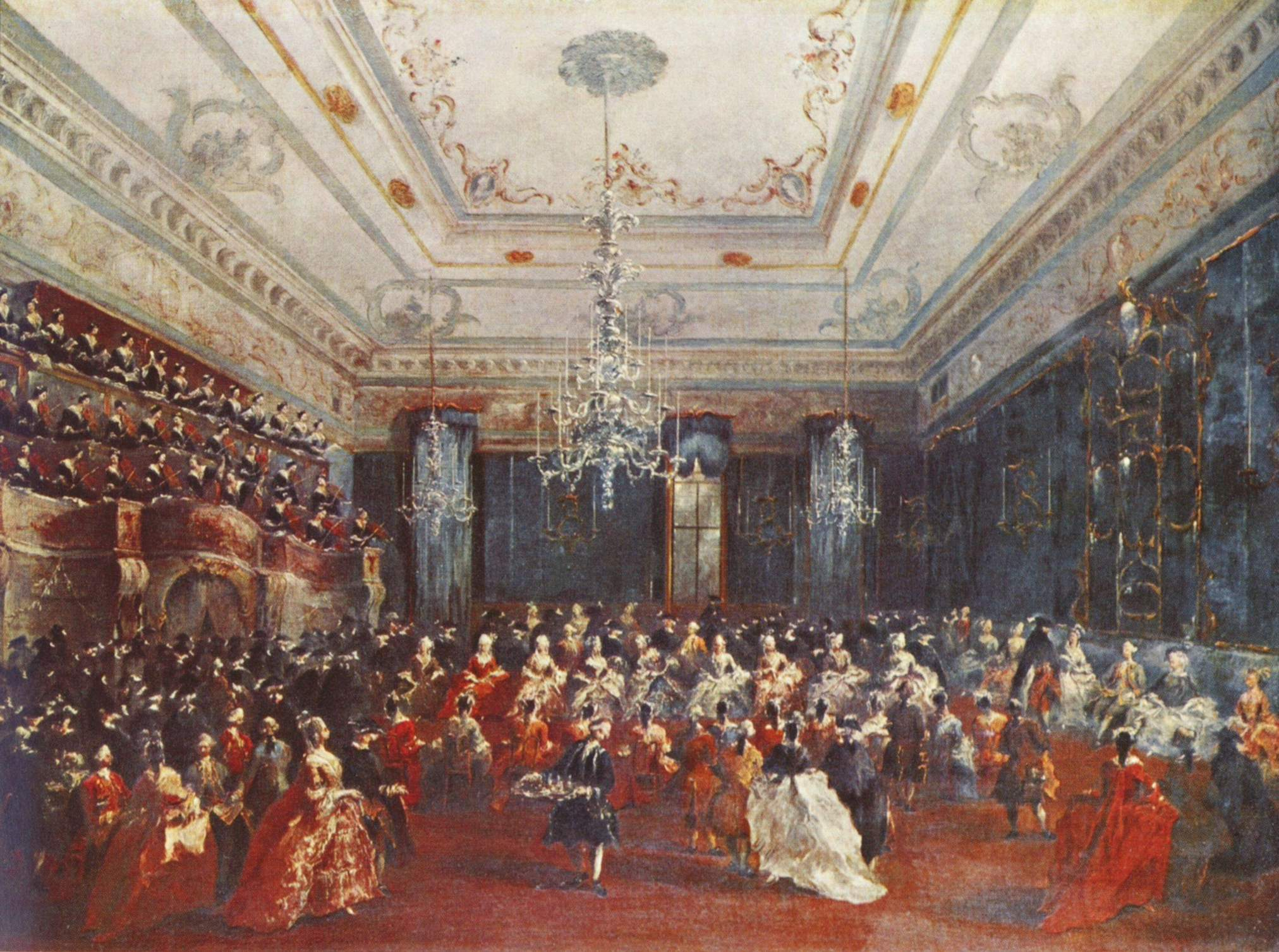
Concert de gala en honor del hereu rus al tron, a Venècia el 1782 (l'any que morí Anna Maria). Les jovenetes músics dels quatre "ospedali" de Venècia interpretaren una cantata.

Anna Maria dal Violí (1696, Venècia - 1782, Venècia) va ser una violinista italiana i mestre de violí. Va ser alumne d'Antonio Vivaldi a l'Ospedale della Pietà. Fou l'alumna preferida de Vivaldi que va compondre per a ella més de 30 concerts, tant per a violí solista com per la viola d'amore. Altres compositors com Brusa, Mauro D'Alay (o Alai) i Giuseppe Tartini també van compondre obres per a ella.
Ella no només va ser "Anna Maria dal Violin" sinó "Anna Maria della Pietá". Johann Mattheson (1681-1764), probablement uns de pioners de la crítica musical, la va conèixer a Itàlia i l'esmenta en la seva "Critica Musica" (Hamburg-1722-1725). "Primo violino d'Itàlia", aquesta brillant violinista veneciana és la que apareix més citada en els tractats i cròniques del segle xviii. En un poema anònim escrit cap a fins de 1730, titulat "Sopra le putte della Pieta di coro", s'esmenta que la cèlebre "Anna Maria" sonava (tocava) a més del violí, la tiorba, la viola d'amore, el clavecí, el llaüt, el violoncel i la mandolina.

## La vida
Anna Maria dal Violin apareix en els arxius de la Pio Ospedale della Pietà de Venècia, i sense un cognom familiar, ja que la majoria de les alumnes eren orfes. L'internat era un conservatori de música per a les nenes afiliades, famós en la seva època per la tasca musical del virtuós violinista i compositor Antonio Vivaldi i per músics brillants con la seva alumna Anna Maria. Segons Michael Talbot, Anna Maria apareix tres vegades en les actes de la Pietà esmentades: 1712, 1720 i 1722. El 22 de setembre de 1712, amb només 16 anys, obtenia permís per acompanyar a altres quatre alumnes, a tocar a San Francesco della Vigna, l'església per a la qual Andrea Palladio, el mes famós arquitecte de l'època, va construir la façana en 1562. El 1720, a l'edat de 24, ella és anomenada ja "Maestra". Això significava que les noies més grans podien arribar a ensenyar a noies més joves i guanyar alguns diners.
No només va ser una violinista, sinó que també tocava el violoncel, al tiorba, el llaüt, la mandolina, el clavecí i la la Viola d'amore. Vivaldi va compondre 31 concerts per a violí i, almenys, dos concerts per a la viola d'amore. Aquests darrers concerts apareix la referència en el títol, ja que es llegeixen les inicials "AMore" ("AM" majúscules), que són les corresponents a Anna Maria. Alguns d'aquests concerts formen part de la Quaderno musicale di Anna Maria del Violin, un llibre de mitjans de la dècada de 1720 que conté les principals parts per a violí de 31 concerts.

## La fama
Des de 1703, sota el mestratge d'Antonio Vivaldi, professor de violí, compositor i mestre di concerto de l'Ospedale della Pietà, i amb intèrprets com Anna Maria, els concerts d'aquesta institució foren molt atractius per al públic, i un referent cultural de Venècia. Com a violí solista, Anna Maria complia amb les seves tasques els dissabtes i els diumenges a la coneguda església de concerts d'aquest ospedale de Venècia. En la primera de les grans enciclopèdia alemanyes de la música elaborada per Johann Gottfried Walther a Leipzig (1732) apareix el nom d'Anna Maria, juntament amb Dorothea de la Ried, Élisabeth Jacquet de La Guerre ("Jaquier"), Vittoria Raffaella Aleotti ("Vittoria Aleotti") i Barbara Strozzi ("Stroud"), que tenen una entrada com a instrumentistes i compositores.
| « | Anna Maria <, una italiana a l'Hospital alla Pietà a Venècia, que interpreta al "violí" immensament bé, tan complet, com "delicat". | » |

Walther dona com a font per del seu article el testimoni ocular d'un viatge per Itàlia: Des Hofraths Nemeitzens Nachlese besonderer Nachrichten von Italien, p. 61“, mentre que, com un altre exemple, per l'article de la compositora Jacquet de La Guerre, un informe basat en el Mercure Galant de París.